# Our Gang Follies of 1938
Our Gang Follies of 1938 (traduzione italiana Follie delle Simpatiche Canaglie del 1938) è un cortometraggio comico del 1937 diretto da Gordon Douglas, prodotto e sceneggiato da Hal Roach con le Simpatiche canaglie. Il film è una parodia di The Broadway Melody of 1938.

## Trama
Spanky, Alfalfa, Porky e Darla organizzano nella cantina della loro casa degli spettacoli di società. Ognuno ha un suo ruolo che consiste nell'improvvisare numeri e balletti accompagnati da canzoni come se la cantina fosse proprio un teatro per degli show. Un giorno Alfalfa viene notato da un tale Mr. Barnaby che, per scherzo, gli propone di cantare per lui in un vero teatro con un contratto duraturo vent'anni. Alfalfa torna esultante dagli amici, dicendo loro che diventerà famosissimo ora che si esibirà al Teatro Cosmopolita. Ma Spanky lo fredda dicendogli che sarà invece lui ad avere successo quando sarà grande, divenendo un importante produttore cinematografico di Broadway e la piccola Darla sarà la sua gallinella dalle uova d'oro. Alfalfa non lo sta troppo a sentire, tanta è la sua gioia di cominciare la sua nuova carriera, ma poco prima dello spettacolo si addormenta dietro le tende. Nel suo sogno sono già passati vent'anni e Spanky, come aveva detto nella realtà è veramente diventato un pezzo grosso del mondo del cinema, mentre Alfalfa si ritrova in un misero teatro a recitare con l'amico Porcino Il barbiere di Siviglia di Gioachino Rossini. Un giorno, passeggiando per le strade innevate di New York, Porcino e Alfalfa incontrano Spanky a bordo di una lussuosa limousine; l'amico, vedendoli in quello stato, decide di farli salire in macchina per condurli al locale da ballo e da show più famoso della città. Entrati Spanky propone un contratto ai due poveracci, facendoli così diventare straricchi. Finalmente a loro agio, Alfalfa e Porcino iniziano a gustare le prelibatezze dell'alta società assieme a Darla, ma proprio sul più bello Spanky invita Alfalfa a cantare, dopodiché lo trascina fuori dal locale in mezzo alla neve. Sebbene il miserabile si dimeni, Spanky continua a camminare, finché Alfalfa non si risveglia, trascinato da Barnaby che lo invita a ritornare a casa sua e ad esercitarsi di più sull'arte del canto.

## Produzione
Il film fu prodotto da Hal Roach per la Hal Roach Studios.

## Distribuzione
Il film è stato distribuito dalla Pathé il 18 dicembre 1937.